# Naked Killer
Naked Killer (Originaltitel chinesisch 赤裸羔羊, Jyutping Cek3lo2 gou1joeng4, kantonesisch Chik loh go yeung – „Nacktes Lamm“) ist ein Hongkong-Actionfilm des Regisseurs Clarence Fok Yiu-leung aus dem Jahr 1992. Die Produktion kam am 3. Dezember 1992 in Hongkong in die Lichtspielhäuser und avancierte mit Einnahmen in Höhe von etwa zehn Millionen Hongkong-Dollar zu einem kommerziellen Erfolg.

## Handlung
Hongkong in der Gegenwart. Nach einer äußerst brutalen Mordserie steht die Polizei vor einem Rätsel, da der Mörder keine Spuren am Tatort hinterlässt. Der psychisch labile Polizist Tinam, der kürzlich bei einem Einsatz seinen eigenen Bruder erschoss und seitdem impotent ist, vermutet eine unbekannte Profi-Killerin als Täterin, wenngleich seine Vorgesetzten seine Theorie nicht teilen.
Eines Tages lernt Tinam zufällig die schlagkräftige und nuttige Kitty kennen, deren unkonventionelle Art ihn sofort in ihren Bann zieht. Die beiden verlieben sich, doch das gemeinsame Glück währt nicht lang. Nachdem Kittys Vater vom Liebhaber der treulosen Stiefmutter getötet wird, rächt die aggressive Schönheit den Tod ihres geliebten Erzeugers. Mit Hilfe einer mysteriösen Frau, die sich später als „Schwester Cindy“ ausgibt und sich ihrer annimmt, flüchtet sie vom Schauplatz des Attentats. Cindy ist die ominöse ältere Profi-Mörderin, die fortan die polizeilich gesuchte Kitty versteckt, sie in der Kampfkunst als auch in der Männerverführung unterrichtet und ihr gleichzeitig zu einer neuen Identität als Stewardess verhilft. Unter den Anleitung ihrer erfahrenen Mentorin tötet Kitty alias Vivian Shang für Geld, vornehmlich chauvinistische Männer, potentielle Vergewaltiger.
Im Zuge polizeilicher Ermittlungen trifft Tinam völlig unerwartet die untergetauchte Kitty wieder, die aber zunächst bestreitet die Gesuchte zu sein. Tinam gibt jedoch nicht auf, und er kommt schließlich hinter Kittys neue Identität. Die alte Liebschaft keimt auf. Derweil bleibt Cindys beispiellose Mordserie nicht ungesühnt, sie gerät schließlich selbst auf die Abschussliste. Das angeheuerte lesbische Killerpärchen Princess mit Gespielin Baby betritt die Szenerie. Princess, eine frühere Schülerin der Männer hassenden Schwester Cindy, vergiftet wenig später ihre einstige Lehrmeisterin. Deren wehmütige Freundin, Kitty, schwört daraufhin Rache. In einem blutigen Ende lässt Kitty sich scheinbar von Princess verführen, um ihre Gegnerin zu vergiften, was auch gelingt. Daraufhin ringt Kitty selbst mit dem Tod. Der anwesende Tinam, der zwischenzeitlich Princess’ Gefährtin Baby tötete, will seine große Liebe nicht verlieren und erwählt mitsamt seiner Kitty den Freitod.

## Auszeichnungen
Hong Kong Film Awards
- 1993: Nominierung in der Kategorie Beste Schauspielerin  für Chingmy Yau

## Kritiken
Das Lexikon des internationalen Films schrieb der Film sei ein „überaus aggressiver Action-Cocktail mit wirrer Handlung und unglaublich rüdem Dialog, der sich in einer Aneinanderreihung von Grausamkeiten“ ergehe.

## Pseudo-Fortsetzungen
Es gibt einige englische Titel, die glauben machen es handelt sich um direkte Nachfolger, was aber nur zu Marketing-Zwecken verwendet wurde und so nicht stimmt.
- 1993: Naked Killer 2: The Bitch is back, Hong Kong, Originaltitel: Raped by an Angel
- 2000: Naked Killer 2: The Final Judgment, Hong Kong, Originaltitel: Raped by an Angel 5
- 2002: Naked Killer Part 2, Hong Kong, Originaltitel: Naked Weapon